# Goudswaard
Goudswaard (51° 48′ N, 4° 17′ L) é uma cidade dos Países Baixos, na província de Holanda do Sul. Goudswaard pertence ao município de Korendijk, e está situada a 6 km southwest of Spijkenisse.
Em 2001, a cidade de Goudswaard tinha 1611 habitantes. A área urbana da cidade é de 0.28 km², e tem 561 residências.
A área de Goudswaard, que também inclui as partes periféricas da cidade, bem como a zona rural circundante, tem uma população estimada em 1850 habitantes.